# Gradual Romano

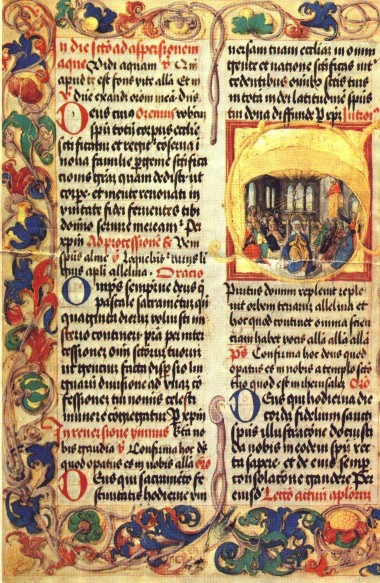
Gradual del Rey Juan I Alberto de Polonia en la sacristía de la Catedral de Wawel

El Gradual Romano (en latín Graduale Romanum) es un libro litúrgico oficial del rito Romano que contiene los cantos para usar en la Sagrada Misa.

## Descripción
El Gradual Romano incluye el Introito (canto de entrada: antífona con versos), el gradual de los salmos, la secuencia (hoy sólo es obligatoria dos veces al año), la aclamación del Santo Evangelio, el canto del ofertorio, y la antífona de la comunión. También incluye a los cantos publicados en el Kyriale, la colección de cantos del Ordinario de la Misa: Canto de aspersión, Kyrie, Gloria, Credo, Sanctus y Agnus Dei.
Ha habido otros graduales, aparte del Gradual Romano. Por ejemplo, la Orden de los Dominicos tienen su propio gradual: Graduale juxta ritum sacri Ordinis Prædicatorum.

## Historia
Originalmente el libro fue llamado Antiphonale Missarum (Antífonas de las Misas). Los Graduales, como el Cantoral, pudieron haber sido incluidos originalmente sólo en responsorios, el Gradual, Aleluya, y Tracto.

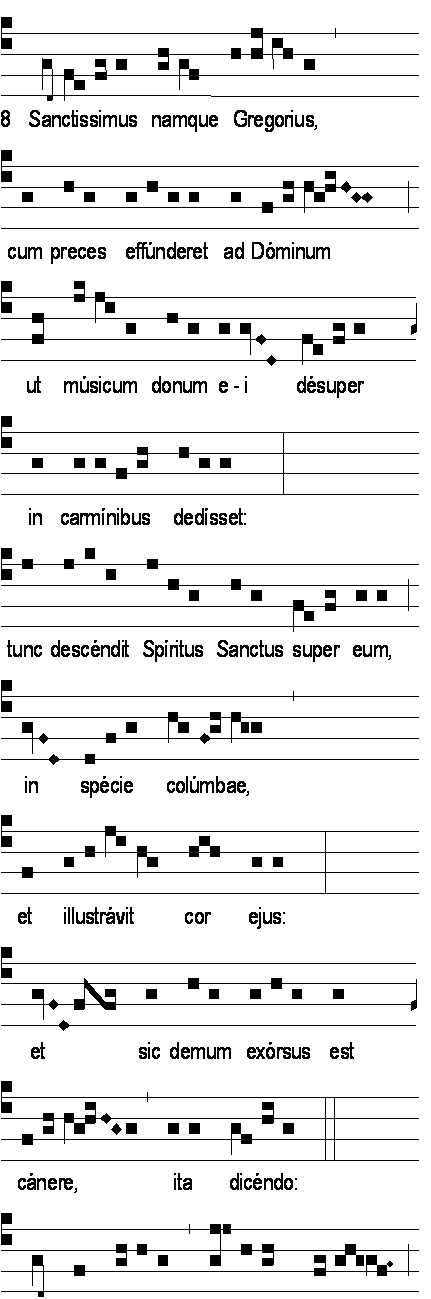
Sanctissimus namque Gregorius, de la edición de 1908 del Gradual Romano.

En 1908 se publicó una edición revisada del Gradual Romano. El Papa, Pio X dio la aprobación oficial al trabajo del monasterio de Solesmes, fundado en la década de 1830s por Dom Guéranger. El trabajo fue hecho por Dom Pothier para la restauración del canto gregoriano con el fin de purificarla de las alteraciones que había sufrido. El trabajo involucró mucho trabajo y estudio.
La última edición de 1974 tomó en cuenta la revisión del Misal Romano de 1970. En 1979, se publicó el Graduale Triplex: El Gradual Romano con la notación neumática de los manuscritos antiguos (ISBN 978-2-85274-094-5 en latín).